# Silver (漫画)
『Silver』（シルバー）は、末次由紀による日本の漫画作品。
『別冊フレンド』（講談社）にて2005年1月号から連載が開始された。同年10月に発覚した一連のトレース問題同様、本作でも作中の人物や街並みの構図などのトレースが発覚し、連載が打ち切りとなり単行本は絶版回収処分となった。

## あらすじ
時は近未来。
バレーボールを何よりも愛する高校1年生の青葉は、オリンピック出場を目指して人一倍練習に励んでいた。だが県大会の決勝戦で膝に大怪我を負い、選手生命は絶望視される。
悲嘆に暮れる青葉は、少し人より外れているクラスメイト・銀と親しくなるが、校内の球技大会を経て、銀がロボットであることも知ってしまうのだった。

## 登場人物
遠野 青葉（とおの あおば）
バレー部に所属。身長149cmながら人一倍優れた反射神経と敏捷性を生かし、1年生にしてリベロとして大会に出場する実力の持ち主。日本代表を夢見る16歳。バレーをするために生まれてきたと考えるほどバレーが大好き。途中出場した県大会決勝戦で膝に大怪我を負う。国際規定に抵触する手術でしか治すことができず、手術をすれば人工的な肉体強化に当たると取られ、公式試合に出場できなくなるため夢を諦める。
銀がロボットであることを知り初めは拒絶するが、自分と触れ合ううちに少しずつ進歩していく銀のことを好きになってしまう。
山田 銀（やまだ ぎん）
青葉のクラスメイト。頭はいいが、会話が噛み合わずコミュニケーションに難があり、人間的な情緒が欠落している。
正彦によって作られた完全人型ロボット。耳の後ろにターボスイッチがある。
山田 正彦（やまだ まさひこ）
ノーベル賞を二度受賞したロボティクス界の天才博士。14歳で亡くなった孫の代わりに銀を作った。
体長1cm、体重1gの世界最小飛行型ロボット・蚊ロボを作った。血を吸うことはできないが、刺されるとかゆくなるなど本物に近い。
大橋 真美（おおはし まみ）
青葉と銀のクラスの担任。正彦の教え子でもある研究者で、銀がロボットであることも知っている。
銀の秘密を知ってしまった青葉に対し、銀の友達でい続け、銀がより人間らしくなるよう協力してくれたら、履歴に残らないように膝の手術をしてもよいと持ちかける。
まりん
青葉のペットロボット。青葉の口調を真似するため、前向きな言葉やバレーのことばかり話す。

## 書誌情報
末次由紀 『Silver』 講談社〈KC別フレ〉 全2巻（絶版）
1. 2005年3月11日発売、ISBN 4-06-341419-1（2005年1月号から3月号分、計3話収録）
2. 2005年7月13日発売、ISBN 4-06-341434-5（2005年4月号から7月号分、計4話収録）
3. 2005年11月11日発売、（未発売）